# Sticherus hispidus
Sticherus hispidus är en ormbunkeart som först beskrevs av Georg Heinrich Mettenius och Oskar Kuhn, och fick sitt nu gällande namn av Edwin Bingham Copeland. Sticherus hispidus ingår i släktet Sticherus och familjen Gleicheniaceae. Inga underarter finns listade.